# Кастеллани, Энрико
Энрико Кастеллани (итал. Enrico Castellani, 4 августа 1930; Кастельмасса — 1 декабря 2017; Челлено) — итальянский художник, относившийся к движениям ZERO и Азимут. Он сыграл видную роль в развитии авангардного искусства в Европе в 1950-х и 1960-х годах, и часто он характеризуется как один из самых влиятельных художников Италии XX века.

## Биография
Кастеллани родился в местечке Кастельмасса, расположенном в области Венето. Он изучал скульптуру и живопись в Королевской Академии изящных искусств в Брюсселе в 1952 году, а также архитектуру в Национальной высшей школе изящных искусств в Бельгии (1956). Кастеллани наиболее известен своими «картинами света», которые объединяют в себе искусство, пространство и архитектуру, пытаясь выйти за пределы эфемерных границ живописи. В 1956 году Кастеллани вернулся в Италию, где познакомился с такими художниками, как Лучо Фонтана и Пьеро Мандзони, продвигавшими итальянское авангардное искусство.
Творчество Кастеллани повлияло на Дональда Джадда, который видел в нём отца минимал-арта.
Работы Кастеллани экспонировались в самых известных музеях и галереях мира, включая Музей современного искусства и Музей Соломона Гуггенхейма в Нью-Йорке, Центр Помпиду в Париже, Городской музей (Амстердам), Центр изящных искусств (Брюссель). Он представлял Италию на Венецианской биеннале в 1964, 1966, 1984 и 2003 годах. У него были ретроспективные выставки в Пушкинском музее в Москве, галерее Кеттл-Ярд в Кембридже, Фонде Прада в Милане, Городской галерее современного искусства в Латине и в Палаццо Фаброни в Пистое. В 2010 году Кастеллани был удостоен японской Императорской премии за живопись, став первым итальянским художником, получившим её.

## Азимут
В 1959 году Кастеллани и Пьеро Мандзони основали Миланскую галерею Азимут и связанный с ней одноимённый журнал. Эти учреждения организовывали международные выставки и публиковали эссе, которые противостояли доминирующим в то время художественным движениям в Европе. Хотя они были первоначально связаны с тогдашними ведущими художественными движениями абстрактного экспрессионизма и ташизма, позднее они поддерживали другие направления современного искусства, такие же радикальные. Азимут представлял работы таких художников, как Роберт Раушенберг, Джаспер Джонс, Ив Кляйн, Лучо Фонтана и других.

## Метод
Кастеллани в своём творчестве сосредотачивался на манипулировании поверхностными конфигурациями своих полотен, чтобы изменить восприятие пространства. Он создавал монохроматические части, на динамику которых воздействовали различные детали, в том числе гвозди. Так, за холстом, натянутым на деревянную раму, Кастеллани помещал гвозди, которые поднимали или опускали холст и таким образом создавали взаимодействие света и тени.